# Athyrium wallichianum
Athyrium wallichianum är en majbräkenväxtart som beskrevs av Ren-Chang Ching. Athyrium wallichianum ingår i släktet Athyrium och familjen Athyriaceae. Inga underarter finns listade.